# Sineugraphe disgnosta
Sineugraphe disgnosta är en fjärilsart som beskrevs av Charles Boursin 1948. Sineugraphe disgnosta ingår i släktet Sineugraphe och familjen nattflyn. Inga underarter finns listade i Catalogue of Life.